# Macierzysz
Macierzysz – wieś w Polsce położona w województwie mazowieckim, w powiecie warszawskim zachodnim, w gminie Ożarów Mazowiecki. Leży na Równinie Łowicko-Błońskiej nad początkowym odcinkiem Kanału Ożarowskiego. Ma status sołectwa.
| SIMC    | Nazwa      | Rodzaj    |
| ------- | ---------- | --------- |
| 0005902 | Nowa Wieś  | część wsi |
| 0005919 | Stara Wieś | część wsi |

W latach 1954–1959 wieś należała i była siedzibą władz gromady Macierzysz, po jej zniesieniu w gromadzie Ożarów. W latach 1975–1998 miejscowość administracyjnie należała do województwa warszawskiego.
Według stanu w 2021 sołectwo liczyło 1426 mieszkańców.
We wsi działa Stowarzyszenie Rozwoju Macierzysza.

## Historia
Kanclerz Jan Szembek,  ojciec  sakramentki  Urszuli,  zapisał przed 1731 r. konwentowi Sakramentek z klasztoru warszawskiego wieś Macierzysz. W r. 1865  rząd carski skonfiskował ją. 
W II poł. XIX wieku powstało w Macierzyszu założenie folwarczne należące do jednego z warszawskich szpitali, na początku XX wieku nabyła je rodzina Matysów. Prawdopodobnie to Matysowie założyli przy wybudowanym pod koniec XIX wieku dworze park o założeniach regularnych. Po 1925 rozpoczęto intensywną uprawę warzyw, wybudowano szklarnie i tereny inspektowe. Podczas Powstania Warszawskiego zachodnia część parku służyła jako cmentarz dla poległych hitlerowców, prawdopodobnie pochowano kilkaset osób. Po 1945 majątek w Macierzyszu upaństwowiono, przez kolejne lata wielokrotnie zmieniano przedsiębiorstwa zarządzające tym terenem. Najstarsza część miejscowości jest nazywana Starą Wsią.

## Zabytki i obiekty historyczne

### Park
W centralnej części wsi znajduje się park podworski, krajobrazowy ze starodrzewem z II połowy XIX wieku (wpisany do rejestru zabytków nr. 1161-A z dn. 9 listopada 1991) o powierzchni 6 ha. Obecnie nie istnieje staw zlokalizowany w północno-zachodniej części parku. Od północnej strony biegła droga dojazdowa do dworu, przed którym tworzyła półkolisty gazon. Układ ten przekomponowano po przebudowie dworu ok. 1920 r. Aleja dojazdowa znajdowała się od południa, a równolegle do niej wybudowano aleję spacerową obsadzoną drzewami. Po 1945 zniwelowano północną część parku i wybudowano fermę drobiu i kotłownię, park nie był pielęgnowany i obecnie nie posiada pierwotnych cech.

### Dwór Matysów
Został wybudowany na przełomie XIX i XX wieku. Po 1920 przebudowano go, zmieniając położenie frontonu z północnego na południowy, czemu towarzyszyło przekomponowanie parku. Po 1945 obiekt wielokrotnie przebudowano, rozbudowywano i aktualnie nie posiada żadnych cech historycznych. Dwór razem z parkiem należy do zakładów farmaceutycznych "Bioton". .

## Drogi
Przez wieś przebiegają dwie drogi powiatowe:
- 4137W - łącząca Macierzysz z DK92 (ok. 1 km na wschód znajduje się Węzeł Warszawa Zachód w Alei Obrońców Grodna (Droga ekspresowa S8),
- 4119W - łącząca Umiastów - Strzykuły - Macierzysz - Chrzanów (ulica Sochaczewska w Warszawie) z Warszawą. Droga ta w Macierzyszu krzyżuje się z ulicą Szeligowską, która również stanowi dojazd do Warszawy.

## Transport pasażerski
Macierzysz jest skomunikowany z Warszawą (linie ZTM nr 713 oraz 743) i Ożarowem Mazowieckim oraz  poprzez linię gminnej komunikacji autobusowej.